# Burni Uning Bau
Burni Uning Bau är ett berg i Indonesien.   Det ligger i provinsen Aceh, i den västra delen av landet, 1 600 km nordväst om huvudstaden Jakarta. Toppen på Burni Uning Bau är 1 920 meter över havet, eller 60 meter över den omgivande terrängen. Bredden vid basen är 0,29 km.
Terrängen runt Burni Uning Bau är kuperad söderut, men norrut är den bergig.Runt Burni Uning Bau är det mycket glesbefolkat, med 3 invånare per kvadratkilometer. I omgivningarna runt Burni Uning Bau växer i huvudsak städsegrön lövskog.